# Боесе
Боесе (фр. Boëcé) насеље је и општина у северној Француској у региону Доња Нормандија, у департману Орн која припада префектури Мортањ о Перш.
По подацима из 2011. године у општини је живело 122 становника, а густина насељености је износила 50,62 становника/km². Општина се простире на површини од 2,41 km². Налази се на средњој надморској висини од 188 метара (максималној 224 m, а минималној 164 m).

## Демографија
| 1962. | 1968. | 1975. | 1982. | 1990. | 1999. | 2011. |
| ----- | ----- | ----- | ----- | ----- | ----- | ----- |
| 53    | 77    | 84    | 79    | 101   | 104   | 122   |

График промене броја становника у току последњих година